# Тіра Данська (1853—1933)
Тіра Данська (дан. Thyra af Danmark), повне ім'я Тіра Амалія Кароліна Шарлотта Анна Данська (дан. Thyra Amalia Caroline Charlotte Anna af Danmark; 29 вересня 1853 — 26 лютого 1933) — данська принцеса з династії Глюксбургів, донька короля Данії Крістіана IX та Луїза Гессен-Кассельської, дружина кронпринца Ганновера Ернста Августа II.

## Біографія

### Дитинство та юність
Народилась 29 вересня 1853 року у Жовтому палаці Копенгагену п'ятою дитиною та третьою донькою в родині спадкоємця данського престолу Крістіана та Луїзи Гессен-Кассельської. Названа на честь першої королеви Данії — Тіри Даннебод, одруженої з Гормом Старим. Мала старших братів Фредеріка та Георга й сестер Александру та Дагмару. За п'ять років народився молодший брат Вальдемар.

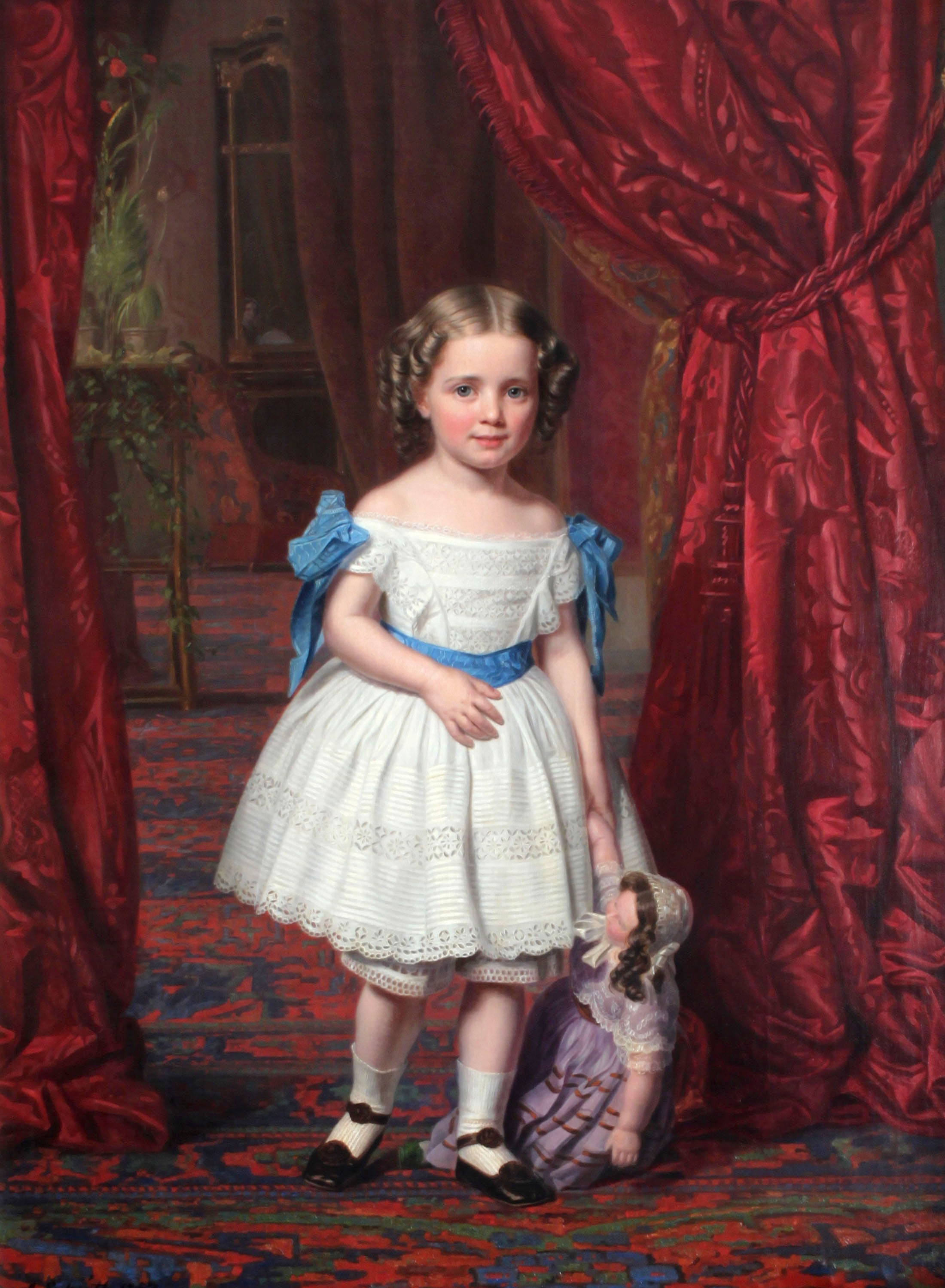
Принцеса Тіра на портреті пензля Августа Шота, 1857

За два місяці до народження Тіри в Данії був ратифікований закон про спадкоємність, згідно з яким її батько мав успадкувати трон після смерті свого бездітного кузена Фредеріка VII та отримав титул «наслідного принца Данії». Проте сім'я продовжувала вести досить скромне життя з економним бюджетом, їхнім єдиним прибутком була армійська зарплатня батька. Мешкали в Жовтому палаці, наданому їм королем ще у 1837 році. Тіра ділила спальню зі старшими сестрами. Дівчаток навчали вести домашнє господарство, шити та в'язати собі одяг.
15 листопада 1863 року її батько став королем Данії. У 1865 році родина переїхала до Амалієнборгу. До цього часу брат Тіри, Георг, вже став королем Греції, а сестра Александра вступила в шлюб з принцом Уельським. Невдовзі залишила дім і Дагмара, одружившись зі спадкоємцем російського престолу.
Тіра, жива, весела і товариська, проте й найменш амбітна серед братів та сестер, була улюбленицею батька, мала популярність серед родини та народу за м'який характер та ніжність. Часто навідувала родичів за кордоном. Із менш популярною дружиною брата Фредеріка Луїзою також мала добрі стосунки. Тіру змальовували як привабливу дівчину з темним волоссям і темно-синіми очима. Королева Луїза бажала, щоб молодша дочка зробила таку ж блискучу партію, як і її сестри.
У 1871 році Тіра закохалася в молодого офіцера Вільгельма Маршера і завагітніла. Її брат Георг I запропонував народжувати в Афінах, аби уникнути скандалу; данській пресі повідомили, що Тіра хвора на жовтяницю. 8 листопада 1871 року принцеса народила доньку Марію Катерину (1871—1964). Незабаром після народження дівчинку вдочерили Расмус і Ганна Марія Йоргенсен з Оденсе, назвавши її Кейт. Видужавши після пологів, Тіра із матір'ю здійснили подорож Італією. Маршер просив у короля руки Тіри і після відмови покінчив життя самогубством 4 січня 1872 року (що ніколи офіційно не підтверджував данський двір).

### Шлюб
Обговорювалися варіанти шлюбу Тіри з королем Нідерландів Віллемом III, що був визнаний надто старим, та британським принцом Артуром, сином королеви Вікторії. Молоді люди кілька разів зустрічалися, аби познайомитися перед можливими заручинами. Герцог та герцогиня Уельські схвалювали цей союз, проте королева Вікторія відмовилася, оскільки другий британсько-данський шлюб завадив би її прогерманській ідеології.

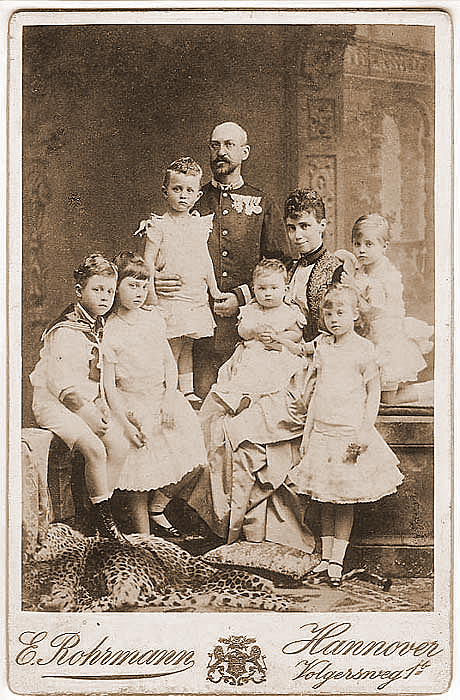
Тіра в колі родини, 1887—1888

Перед Різдвом 1878 25-річна Тіра взяла шлюб із 33-річним принцом Ернстом Августом Ганноверським, який носив також титули герцога Камберленду та Тевіотдейлу. Наречений був сином останнього короля Ганноверу Георга V, який пішов з життя незадовго перед цим. У 1866 році після австро-прусської війни землі Ганновера були захоплені Пруссією й королівство припинило своє існування. Незважаючи на це, Ернст Август і його родина відмовилися зректися своїх ганноверських титулів. Сім'я колишнього короля мешкала поблизу Відня.
Із Ернстом Августом Тіра познайомилася у 1875 році в Сандрінгемі, навідуючи сестру. За іншою версією, вони зустрілися у Римі в 1872 році. Його кандидатура як нареченого обговорювалася разом з іншими варіантами. Спочатку принц не справив враження на Тіру, як вона записала: «Він не має носа». Втім, вірність шанувальника, його м'який характер та зрештою переконали принцесу. 22 вересня 1878 року Александра Уельська та королева Луїза влаштували їм зустріч у Франкфурті. В листі сестрі Дагмарі Тіра згодом писала, що вони обоє дуже щасливі. Про заручини було оголошено 19 листопада у Фреденсборгу. Німецькі дипломати не були присутніми при цьому, як і на весіллі.
Вінчання відбулося 21 грудня в каплиці палацу Крістіансборг у центрі Копенгагену. Провів церемонію єпископ Мартенсен. Раптовою гостею на весілля стала тітка Тіри, Кароліна Амалія Ауґустенбурзька. Після вечері пара відбула до Фреденсборгу. Все місто було пишно ілюміноване та був даний великий святковий салют. Подальші урочистості не проводилися через нещодавню смерть Георга V.
Оскільки подружній союз викликав дипломатичні ускладнення з Німеччиною, пара невдовзі після весілля залишила Данію. Оселилися в Гмундені, на віллі Редтенбахер (нім. Villa Redtenbacher), де жила матір Ернста Августа та його сестри. Також мали особняк у Відні. Тіра скоро завагітніла і у жовтні 1879 року народила доньку. Всього у цьому шлюбі вона народила шістьох дітей. Шлюб вважався щасливим. Сімейне життя було мирним та затишним. Жила родина на кошти, які король Георг встиг у свій час розмістити в Англії. Їх вистачало, аби мати у Гмундені невеликий двір, де були присутні також високопосадовці колишнього двору Ганновера. Хоча Тіра і її чоловік називалися «кронпринцом і кропринцесою Ганноверськими», фактично вони були титулярним королем і королевою Ганновера, оскільки Георг V ніколи не відрікався від свого престолу і вже помер.
Матір Ернста Августа змальовували як літню та люб'язну пані. Разом із Тірою вони зробили свій дім відкритим для акторів та музикантів. Принцеса була чудовою піаністкою, і ті, хто розумівся на музиці, високо оцінювали її майстерність. Російська імператриця Марія Федорівна кілька разів навідувала сестру в Гмундені. Імператор Австро-Угорщини Франц Йосиф I також був частим гостем, із Ернстом Августом його пов'язували давні товариські відносини. Також він часто запрошував подружжя до себе.

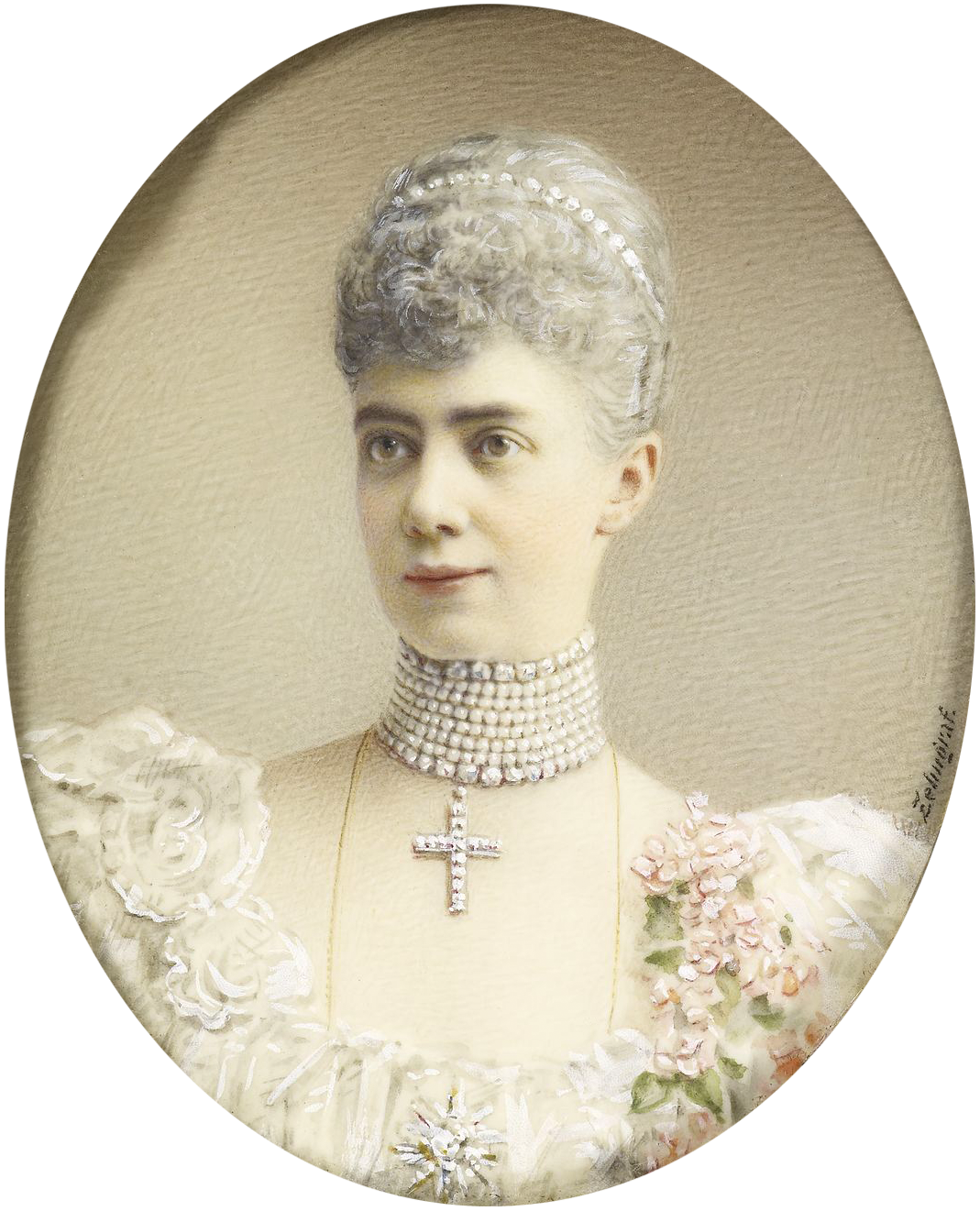
Портрет-мініатюра принцеси Тіри пензля Йоганнеса Ценграфа, 1900-ті

У 1882 році Ернст Август почав будівництво нового замку для родини і за чотири роки вони переселилися туди. Нова оселя була відбудована у стилі пізньої готики та звалася Кумберлендським замком. У 1884 році кронпринц претендував на Брауншвейзьке герцогство як голова роду Вельфів, але німецька союзна рада відмовилася його підтримати, проте визнала володарем приватного майна останнього герцога. У 1892 році він також отримав відсотки Вельфського фонду, який складався з конфіскованих активів королівства Ганновер. Це значно покращило фінансовий стан родини.
Ернст Август не був красенем, почував себе затишно лише в домашній обстановці та не любив їздити на родинні зустрічі до Копенгагену, що робило його непопулярним в Данії. Замість цього кронпринц полюбляв вивчати мистецтво давнини та старовинні монети. Тіра найчастіше відвідувала сімейні зібрання у Фреденсборгу сама, рідше з дітьми. Жила родина досить усамітнено.
Російський князь Сергій Михайлович Волконський, який навідував пару, згадував про свій візит:
|  | «Тіра була чарівною. Мати численного сімейства, вона зберегла щось дитячо-неземне; вона справляла враження, що має невидимі крила за плечима...У великому залі, де стояли два фортепіано, стояла також велика низька тахта, на якій після обіду голова родини з вісьмома дітьми пустував, катався та примушував їх перекидатися й сповнювати зал несамовитим вереском. Серед цього вереску ми з принцесою Тірою грали на двох фортепіано.» |

У 1887 році під час останньої вагітності герцогиня мала нервовий зрив, який потребував тривалого лікування, проте турбота сім'ї сприяла її одужанню. В останні роки життя вона стала більш сумною та переживала напади меланхолії. Її часто навідував брат Вальдемар. У 1913 році Ернст Август придбав віллу Вайнберг поблизу Гмундена, яка кілька років використовувалась як заміський будинок родини.
Із початком Першої світової війни родина стала на сторону Німеччини, через що король Георг V, після її закінчення, відкликав британські титули Ернста Августа.
У 1919 році подружжя переїхало до вілли Вайнберг, яка стала їхньою фактичною резиденцією. Ернст Август помер у листопаді 1923 року від інсульту. Тіра після смерті чоловіка відвідала Данію. Надалі проживала у Кумберлендському замку. Діти залишились на віллі Вайнберг.
Кронпринцеса пережила чоловіка на десять років і пішла з життя 26 лютого 1933 року в Гмундені. Похована у мавзолеї Кумберлендського замку в Гмундені поруч із ним.

## Родина
Чоловік — Ернст Август Ганноверський
Діти:
- Марія Луїза (1879—1948) — дружина баденського принца Максиміліана, мати двох дітей;
- Георг Вільгельм (1880—1912) — герцог Брауншвейг-Люнебурзький, капітан австрійської армії, одруженим не був, дітей не мав;
- Александра (1882—1963) — дружина великого герцога Мекленбург-Шверіна Фрідріха Франца IV, мати шістьох дітей;
- Ольга (1884—1958) — одружена не була, дітей не мала;
- Крістіан (1885—1901) — прожив 16 років, одруженим не був, дітей не мав;
- Ернст Август (1887—1953) — був одруженим із прусською принцесою Вікторією Луїзою, мав п'ятеро дітей.

## Нагороди
- Великий хрест ордену Святої Катерини (Російська імперія), (31 липня 1876).
- Великий хрест ордену Королеви Марії Луїзи № 814 (Іспанія).

## Титули
- 29 вересня 1853—1858 — Її Високість Принцеса Тіра Данська;
- 1858—22 грудня 1878 — Її Королівська Високість Принцеса Тіра Данська;
- 22 грудня 1878—28 березня 1919 — Її Королівська Високість Кронринцеса Ганноверська, герцогиня Камберленд і Тевіотдейл;
- 28 березня 1919—26 лютого 1933 — Її Королівська Високість Кронринцеса Ганноверська.